# Thượng bảo sở
Thượng bảo sở (尚寶所, Imperial Seals Office) là một trong 4 sở Nội các (Bí thư sở, Bản chương sở, Ty luân sở, Thượng bảo sở) thời Nguyễn Thiệu trị trở về sau. Tiền thân là Thượng bảo tào thời Minh Mạng, Thượng bảo sở chuyên trách việc coi giữ Kim Ngọc Bảo Tỷ, Ấn chương, Quan phòng, cùng các loại ấn tín hữu quan khác nhau. Phụ trách việc đóng dấu vào văn bản trong đó đặc biệt là các Bảo Tỷ của vua. Đồng thời chịu trách nhiệm sao lục các văn bản có ngự bút châu phê chuyển đi, còn giữ lại bản chính châu bút gửi lại cho Bản chương sở lưu trữ.